# Erman Eltemur
Erman Eltemur (11 de mayo de 1993) es un deportista turco que compite en karate, en la modalidad de kumite.
Ganó dos medallas en el Campeonato Mundial de Karate, en los años 2014 y 2018, y ocho medallas en el Campeonato Europeo de Karate entre los años 2014 y 2023. En los Juegos Europeos consiguió dos medallas de bronce, en los años 2015 y 2023.

## Palmarés internacional
| Campeonato Mundial | Campeonato Mundial      | Campeonato Mundial | Campeonato Mundial |
| Año                | Lugar                   | Medalla            | Prueba             |
| ------------------ | ----------------------- | ------------------ | ------------------ |
| 2014               | Bremen (Alemania)       | Medalla de bronce  | Por equipos        |
| 2018               | Madrid (España)         | Medalla de plata   | Por equipos        |
| Juegos Europeos    |                         |                    |                    |
| Año                | Lugar                   | Medalla            | Prueba             |
| 2015               | Bakú (Azerbaiyán)       | Medalla de bronce  | –75 kg             |
| 2023               | Bielsko-Biała (Polonia) | Medalla de bronce  | –75 kg             |
| Campeonato Europeo |                         |                    |                    |
| Año                | Lugar                   | Medalla            | Prueba             |
| 2014               | Tampere (Finlandia)     | Medalla de plata   | Por equipos        |
| 2016               | Montpellier (Francia)   | Medalla de plata   | –75 kg             |
| 2016               | Montpellier (Francia)   | Medalla de plata   | Por equipos        |
| 2017               | İzmit (Turquía)         | Medalla de bronce  | –75 kg             |
| 2018               | Novi Sad (Serbia)       | Medalla de oro     | Por equipos        |
| 2019               | Guadalajara (España)    | Medalla de oro     | Por equipos        |
| 2022               | Gaziantep (Turquía)     | Medalla de oro     | –75 kg             |
| 2023               | Guadalajara (España)    | Medalla de plata   | –75 kg             |